# サアド・アッ＝ダウラ (イルハン朝)
サアド・アッ＝ダウラ（アラビア語：سعد الدولة Saʿd al-Dawla、? - 1291年）は、13世紀のイルハン朝のワズィール（宰相）。サアド・アッ＝ダウラは本名ではなく、アラブ語の称号である。ユダヤ教徒。

## 生涯

### ワズィールになる前
サアド・アッ＝ダウラはアルグン・ハンの侍医の一人でユダヤ人であった。サアド・アッ＝ダウラはハンの侍医であるにもかかわらず首都のタブリーズではなく、バグダードに住んでいた。他の医師たちは家が遠いからと言って夜勤を怠っているサアド・アッ＝ダウラをハンに訴えた。そこでアルグン・ハンは彼を宮廷に呼び出したところ、彼の才知、美貌、風格のある態度に驚いた。サアド・アッ＝ダウラはモンゴル語、テュルク語に精通しており、バグダードの財政にも詳しかった。ある時、アルグン・ハンが病になった時、サアド・アッ＝ダウラが下剤を投与したところすぐに回復したため、これをきっかけにアルグン・ハンの信任を得た。また、サアド・アッ＝ダウラはアルグン・ハンが金銭を好むことを知り、バグダードにおける財政の状況とブカとその弟アルクの公金の横領を明瞭に証明してみせた。あらにアルクの専制的な行為についても詳しく述べたため、アルグン・ハンからバグダードの会計帳簿を検査すべしとの命を受け、1287年、オルドカとバイドゥとともにバグダードへ向かった。サアド・アッ＝ダウラは旧年の滞納金を取り立て、新たに入金された課税を収納し、未納金を受け取ってわずかの間に莫大な額を集め、アルグン・ハンに献上した。アルグン・ハンは彼に全面的な満足の意を示し、自ら彼に酒杯を授け、一襲の礼服を賜った。そしてサアド・アッ＝ダウラはバグダード政庁の歳入監査官に任命された。
サアド・アッ＝ダウラはオルドカヤとともにバグダードへ帰った。やがて関税収入やその他の収入部門の増加のため、第一回よりももっと多額になった第二回目の財宝が1288年7月にオルドカヤによってコンクル・ウラングの駐屯地へ運ばれた。オルドカヤはサアド・アッ＝ダウラの会計で１州のみでも短期間のうちに莫大な金額を集めることができたのであれば、イルハン朝全体で集めれば莫大な利益をもたらすことができると考え、アルグン・ハンに進言した。アルグン・ハンはこの意見を採用し、サアド・アッ＝ダウラをディーワーン（財務省）の長官に任命した。

### ワズィールとなる
1289年、アルグン・ハンは新たなワズィールとしてサアド・アッ＝ダウラを任命した。サアド・アッ＝ダウラは全権を握って自分の親族に徴税請負権を割り当てた。すなわち、サアド・アッ＝ダウラはイラーク・アラビーの請負権を弟のファフル・アッ＝ダウラに、ディヤール・バクルとディヤール・ラビア―の請負権を弟のアミーン・アッ＝ダウラに、ファールスの請負権をシャムス・アッ＝ダウラに、タブリーズの請負権を従弟の医師アブー・マンスールに、アゼルバイジャンの請負権をアビー・ラビーの子ラービドにそれぞれ与えた。ホラーサーンとルームはアルグンの子ガザンとガイハトゥの采邑だったので、サアド・アッ＝ダウラの親族には割り当てれなかった。サアド・アッ＝ダウラはシクトル、タガチャル、サマカル、クンチャクバルら諸将、その他の人々の影響力を恐れていたので、彼は慎重に自分の身を守ろうと計った。サアド・アッ＝ダウラはもう一人の財務長官（サーヒブ・ディーワーン）としてオルドカヤを抜擢し、ジュウシとクチャンをその副官とし、ジュウシはシーラーズの軍事総監の職となり、クチャンはタブリーズの軍事総監となった。サアド・アッ＝ダウラは他の将軍たちから行政事項におけるすべての影響力を奪ったので、人々はサアド・アッ＝ダウラとその同役たちにしか要求や苦情を申し立てることができなくなった。サアド・アッ＝ダウラは他人に相談することなく政務を決定する権限が与えられていたのである。

### サアド・アッ＝ダウラの業績
サアド・アッ＝ダウラは回覧状を出して訴訟をイスラム法に依って裁判するよう強く勧めた。すなわち彼は軍隊の司令官たちが法廷の判決の執行に反対することを禁止するとともに、裁判を求める人々を支援し、弱者と無実の人を保護するよう、彼らに厳命した。それまで貴族大官たちの御用商人が軍隊の頭目たちの保護のもとに食糧と駅馬の徴発によって人民を迫害していたが、これも禁止された。サアド・アッ＝ダウラはアルグン・ハンに国家歳入の浪費と諸州の貧窮の主な原因は公金を徴発するための使者の派遣であること、彼らが住民をいじめ、駅馬と食糧を要求するために彼らの持っている権利を濫用していたことであり、文武の官吏は彼らの代表者の指揮のもとに、ある一定期間納税者に負担をかけることなく、租税収入をイル・カンの金庫へ送り届けるべきであることを進言した。この権利濫用を中止させた厳しい法令は民衆の負担の著しい軽減をもたらした。サアドアッ＝ダウラは宗教上の寄付財産の基金を増し、多額の年金を提供した。彼は自分のまわりに学者と文人を集め、その仕事を奨励した。これによってこの時代、サアド・アッ＝ダウラを讃える詩文が多数作られた。その一部は彼の名をつけて１巻の書にまとめられた。彼はブワイフ朝の君主たちにならい、自分の名前の語尾に「アッ＝ダウラ」をつけた。
サアド・アッ＝ダウラがワズィールの地位に昇進したとき、シャムスッディーン・ジュヴァイニーの孫であるマフムードとアリーは自分たちの窮状をアルグン・ハンにイラーク・アラビーにおける彼らの父の地所の一部を返還するよう訴え、その許可をもらった。しかし、サアド・アッ＝ダウラ派の代官たちが「この返還は国庫収入を著しく減らすことになります」と進言したため、アルグン・ハンはシャムスッディーン・ジュヴァイニーの諸子すべてを殺すよう命じた。5人のうち4人が殺され、末の子だけが逃れることができた。
マムルーク朝のエジプト人ファラジュ・アッラーという者がサアド・アッ＝ダウラの弟でディヤール・バクルの知事代理であったタージュッディーン・イブン・モクタズの汚職を告発した。サアド・アッ＝ダウラは彼に前言撤回を強要し、ファラジュ・アッラーの虚言であったことにすると、アルグン・ハンによって死刑が下ったので、ファラジュ・アッラーは処刑された。
1291年、サアド・アッ＝ダウラはアルグン・ハンより絶対的な信任をもらっており、この2年間の政策により、1000トゥメンの黄金を国庫の中に積むことができた。一方で2寵臣トガンの憎悪をまねいており、彼は2年前にサアド・アッ＝ダウラの厳格な処罰を受けていた恨みから、同じようにサアド・アッ＝ダウラの改革に不満を持ったモンゴル貴族、将軍たちを集めてサアド・アッ＝ダウラ打倒をもくろんだ。
アルグン・ハンとサアド・アッ＝ダウラがメッカのカーバ神殿を偶像崇拝に変え、イスラム教徒を強制的に異教徒に変えようとする噂が流れた。

### アルグン・ハンの病とサアド・アッ＝ダウラの死
アルグン・ハンはバクシーたちを非常に尊敬し、彼らの能力と学問に多大の信頼をよせていたため、インドからやってきたラマ僧の寿命を延長させる薬、すなわち硫黄と水銀を混ぜた練薬を8か月間服用し、その後バクシーたちの勧めでタブリーズの砦に40日間閉じこもり、そこから出て間もなくアッラーンの冬営地で体調が崩れた。アルグン医師団に治療によって一時回復したものの、またバクシーに謎の3杯の水薬を飲まされるとさらに病状が悪化し、麻痺を引き起こした。この病についてカム（巫述師）が占うと、魔法の呪いが原因で、その首謀者は妃妾のトガンジュクであるとされ、トガンジュク妃は1291年1月に処刑された。
アルグン・ハンの病はサアド・アッ＝ダウラにとって憂慮であった。それは最大の庇護者であったアルグンの死後、自分の身に訪れるであろう危機を感じたためである。そこでサアド・アッ＝ダウラは慈善事業に力を入れ、虐げられた人を救済し、貧困者に物を与え、囚人を釈放し、バグダードの滞納金を延長し、シーラーズの貧困者に1万ディナールを分配した。
臨終の際、アルグン・ハンの帳幕にはサアド・アッ＝ダウラとジュウシしか入ることを許されていなかった。サアド・アッ＝ダウラは次のハンとして王子のガザンを即位させるため、彼に使者を送った。ガザンなら自分と財産を守ってくれると考えたからである。トガンが集めた諸将タガチャル、クンチャクバル、トガル、イルチダイらはアルグン・ハンの死期が近いことを察知し、急いでアルグンの寵臣の殺害にかかった。まずはジュウシとオルドカヤが宴席に呼ばれて殺害された。続いてサアド・アッ＝ダウラは逮捕され、タガチャルの幕営に連れて行かれた。翌日の1291年2月29日、サアド・アッ＝ダウラは首をはねられた。
3月10日、アルグン・ハンが薨去すると、王子であるガザン、アルグンの異母弟であるガイハトゥが候補となったが、将軍のタガチャルらは自分の地位が脅かされることを恐れてアルグンの従弟であるバイドゥをイル・カン位に推戴した。しかし、バイドゥ自身が辞退したためガイハトゥが第5代ハンに即位した。